# Valerio Massimo Manfredi
Valerio Massimo Manfredi, född 8 mars 1943, är en italiensk historiker, arkeolog och författare. 
Han är född i Castelfranco Emilia i provinsen Modena och är professor i klassisk arkeologi vid Bocconi-universitetet i Milano. Under 1980-talet började han skriva skönlitteratur inspirerad av historiska personer och händelser. Bland hans kända verk är Alexander-trilogin om Alexander den store. Hans roman Sista legionen har filmats med Colin Firth i huvudrollen (se The Last Legion).

## Verk i urval
- Hjälten från Troja, 2007
- Drakarnas imperium, 2006
- Den sista legionen, 2005
- Alexander: Vid världens ände, 2005
- Alexander: Ammons Spådom, 2004
- Alexander: Ödets son , 2004